# Пулонга (река, впадает в Горло Белого моря)
Пулонга — река в России, протекает по территории Ловозерского и Терского районов Мурманской области. Длина реки — 78 км, площадь водосборного бассейна — 734 км².
Начинается из родника, бьющего в заболоченной долине между покрытых берёзово-еловым лесом холмов на высоте около 204 метров над уровнем моря. Течёт от истока в юго-восточном направлении. Потом поворачивает на юг, течёт по болотистой открытой местности с небольшими лесными массивами на возвышенностях. Впадает в Горло Белого моря у избы Пулонга к востоку от мыса Пулонгский нос.
В верхнем течении имеет скорость течения воды 0,4 м/с, ширину 14 метров и глубину 1 метр. В среднем течении, около устья Первого Оленного, — 45 и 1,2 метра соответственно. Порожиста на всём протяжении. В низовьях на реке имеется водопад.

## Притоки
Объекты перечислены по порядку от устья к истоку.
- Погорельский[6] (лв)
- Смольный[6] (пр)
- 8,3 км: Лудяной[6] (лв)
- Пахтенный[5] (пр)
- Ягельный[5] (пр)
- Первый Оленный[5] (лв)
- Второй Оленный[5] (лв)
- 58 км: Нижняя Развила[5] (лв)
- 62 км: Медвежий[4] (пр)

## Данные водного реестра
По данным государственного водного реестра России относится к Баренцево-Беломорскому бассейновому округу, водохозяйственный участок реки — реки бассейна Белого моря от западной границы бассейна реки Иоканга (мыс Святой Нос) до восточной границы бассейна реки Нива, без реки Поной. Речной бассейн реки — бассейны рек Кольского полуострова и Карелии, впадает в Белое море.